# 일자리 천국 굿잡
《일자리 천국 굿잡》은 KBS 2TV에서 방송된 텔레비전 프로그램이다. 2부작 파일럿 편성했으나, 이후 정규 편성은 불발되었다.

## 기획 의도
취준생 71만 명 시대! 사상 유례없는 취업난! 하지만 막상 사람이 없어 구인난에 시달리는 직종도 많다. 그 틈새시장에 맞춰서 구직자와 구인자를 연결시켜 주는, 맞춤형 직업 찾기 프로젝트 프로그램.

## 방송 시간
| 방송 채널 | 방송 기간                          | 방송 시간            |
| KBS 2TV   |                                    |                      |
| --------- | ---------------------------------- | -------------------- |
| KBS 2TV   | 2019년 10월 29일 ~ 2019년 11월 5일 | 화요일 오후 8시 55분 |

## 출연진
- 오상진
- 붐
- 홍진경
- 박성광

## 시청률
| 회차 | 방송일           | AGB 시청률     |
| 회차 | 방송일           | 대한민국(전국) |
| ---- | ---------------- | -------------- |
| 1    | 2019년 10월 29일 | 1.7%           |
| 2    | 2019년 11월 5일  | 1.6%           |